# Gizela (córka Karola Wielkiego)
Gizela (ur. 781 (przed majem) – zm. 808) – córka Karola Wielkiego i jego żony Hildegardy. Niewiele wiadomo o jej życiu. Często mylona z jej ciotką o tym samym imieniu – Gizelą, córką Pepina Krótkiego.